# Excel (Alabama)
Excel es un pueblo ubicado en el condado de Monroe en el estado estadounidense de Alabama. En el censo de 2000, su población era de 582. 

## Demografía
En el 2000 la renta per cápita promedia del hogar era de $ 33.214$, y el ingreso promedio para una familia era de 41.667$. El ingreso per cápita para la localidad era de 16.158$. Los hombres tenían un ingreso per cápita de 31.058$ contra 22.143$ para las mujeres.

## Geografía
Excel está situado en 31°25′38″N 87°20′26″O / 31.42722, -87.34056 (31.427308, -87.340587).
Según la Oficina del Censo de los EE. UU., la ciudad tiene un área total de 1.65 millas cuadradas (4.27 km ²).